# Tam chứng Fallot
Tam chứng Fallot là một bệnh tim bẩm sinh hiếm gặp bao gồm các khiếm khuyết sau: hẹp van động mạch phổi, phì đại tâm thất phải và thông liên nhĩ. Bệnh này là 1,6-1,8% của tất cả các khuyết tật tim bẩm sinh.

## Cơ chế
Tam chứng Fallot là sự kết hợp của ba khuyết tật tim bẩm sinh: hẹp động mạch phổi, phì đại tâm thất phải và thông liên nhĩ.
Hai trong số này cũng được tìm thấy trong tứ chứng Fallot phổ biến hơn. Tuy nhiên, tứ chứng có thông liên thất thay vì ở tâm nhĩ, và nó cũng liên quan đến dày thất phải và động mạch chủ cưỡi ngựa. 

Hẹp van động mạch phổi

Phì đại tâm thất phải

nhỏ|Thông liên nhĩ

### Ba dị dạng
| Tình trạng            | Mô tả |
| --------------------- | --- |
| Hẹp động mạch phổi    | Một dị tật gần hoặc trên van phổi (van giữa tâm thất phải và động mạch phổi) làm cho việc mở van bị thu hẹp, ảnh hưởng đến lưu lượng máu. Sự thu hẹp này có thể xảy ra khi một hoặc nhiều cusps quá dày hoặc bị lỗi khác, ngăn van mở hoàn toàn và đúng cách. |
| Phì đại tâm thất phải | Tâm thất phải có nhiều cơ hơn bình thường, gây ra hình dạng khởi động đặc trưng như nhìn thấy bằng X-quang ngực. Sự mở rộng này nói chung là một điều kiện thứ cấp, do áp lực tăng lên. Khiếm khuyết van phổi dẫn đến trào ngược van ba lá, một tác động phổ biến của hẹp động mạch phổi, có thể gây ra sự gia tăng khối lượng cơ bắp này. |
| Thông liên nhĩ        | Một khuyết tật thông liên nhĩ là một lỗ trên vách ngăn phân chia tâm nhĩ phải và trái (hai buồng trên) của tim. Trong trái tim của một thai nhi đang phát triển, có một số lỗ hổng giữa tâm nhĩ, tuy nhiên những điều này dự kiến sẽ đóng lại trước khi sinh. Tình trạng bẩm sinh này phát sinh nếu một trong những lỗ này vẫn còn. Tùy thuộc vào mức độ nghiêm trọng của khuyết tật, nó có thể cần phải được sửa chữa bằng phẫu thuật, vì một khiếm khuyết đáng kể có thể gây tổn thương thêm cho tim và phổi. |

## Chẩn đoán
Tam chứng Fallot có thể có bệnh lý cơ tim, ít có triệu chứng hơn khi so với tứ chứng Fallot, JVP tăng lên, sóng tăng cao hơn, P2 chậm, nhịp mỏm sẽ thuộc loại LV.

## Điều trị
Mở ngực hở được sử dụng để phẫu thuật sửa chữa bệnh lý này.

## Lịch sử
Nó được đặt tên để vinh danh người phát hiện ra nó: Etienne Fallot.